# Överkäke
| Lateral vy |
| Ovan: Lateral vy av ansiktsskelettet. Överkäken i grönt. Nedan: Kraniet framifrån. Illustrationer: Gray's Anatomy, 1918. (PD) |
| Kranium |

Överkäken (latin: maxilla) är en mer eller mindre fast ansluten del av kraniet som i människans kropp består av  av två överkäksben (os maxillaris). I överkäken finns den övre tandraden. Tillsammans med okbenen (os zygomaticum) bildar överkäken den hårda gommen, näsans botten och laterala väggar samt ögonhålornas botten.
Överkäken ledar mot nio ben:
- Pannbenet (os frontale)
- Silbenet (os ethmoidale)
- Näsbenen (os nasale)
- Okbenen (os zygomaticum)
- Tårbenet (os lacrimale)
- Nedre näsmusslan (concha nasalis inferior)
- Gombenet (os palatinum)
- Plogbenet (vomer)